# Konfekt

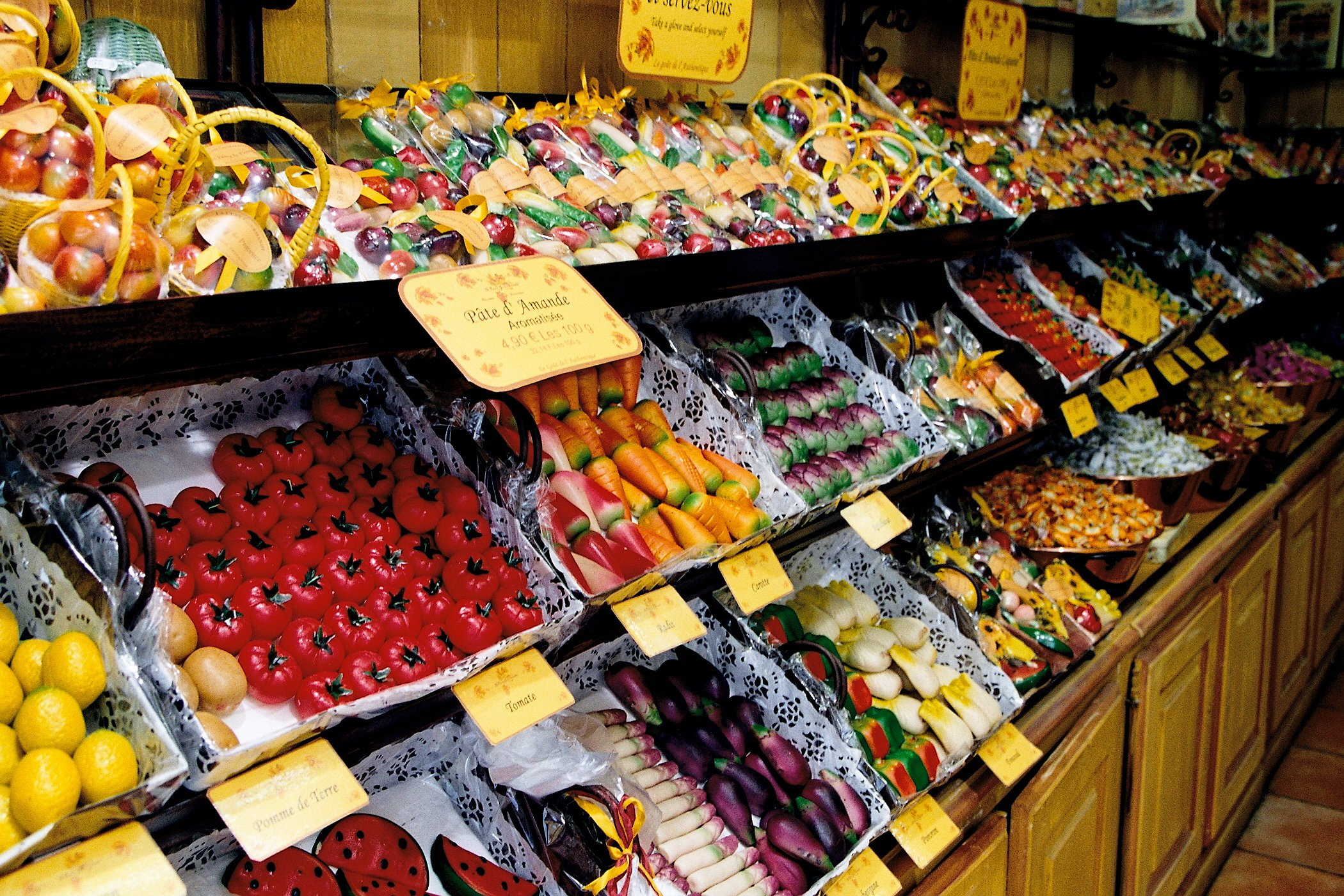
Marzipan-Konfekt in Form von Obst und Gemüse in einer französischen Confiserie

Konfekt (lateinisch confectum ‚das Zubereitete‘) ist eine allgemeine Bezeichnung für feine Zucker- und Backwaren wie kandierte Früchte, pralinenähnliche Produkte (Schokoladenanteil unter 25 %), Fondants usw. In Österreich und in der Schweiz ist es ein Sammelbegriff für Kleingebäck.

## Wortherkunft Apothekersprache
Das seit dem 16. Jahrhundert auch in der heutigen Bedeutung geläufige Wort stammt aus der Apothekersprache. Seit dem 15. Jahrhundert wurde es verwendet für zusammengesetzte Arzneimittel zur inneren Anwendung, die – ähnlich wie beim Leckmittel – zur Haltbarmachung mit Honig, Zucker oder Sirup zubereitet bzw. eingekocht und anschließend getrocknet wurden.
Konfekt wurde von der im deutschen Raum damals neuen Zunft der Zuckerbäcker hergestellt (Vgl. auch Konditorei#Zucker und Gewürze aus dem Orient).

## Zucker- und Backwaren
Heute versteht man unter Konfekt kleine „feine Zucker- und Backwaren“ (Kleingebäck). Sie werden vom Konditor oder Pâtissier hergestellt und in einer Konditorei verkauft. Sammelbegriff für Konfekt ist Confiserie. Dazu gehören Petit Four, Marzipan-Konfekt, Kandierte Früchte, Fondants und vieles mehr.

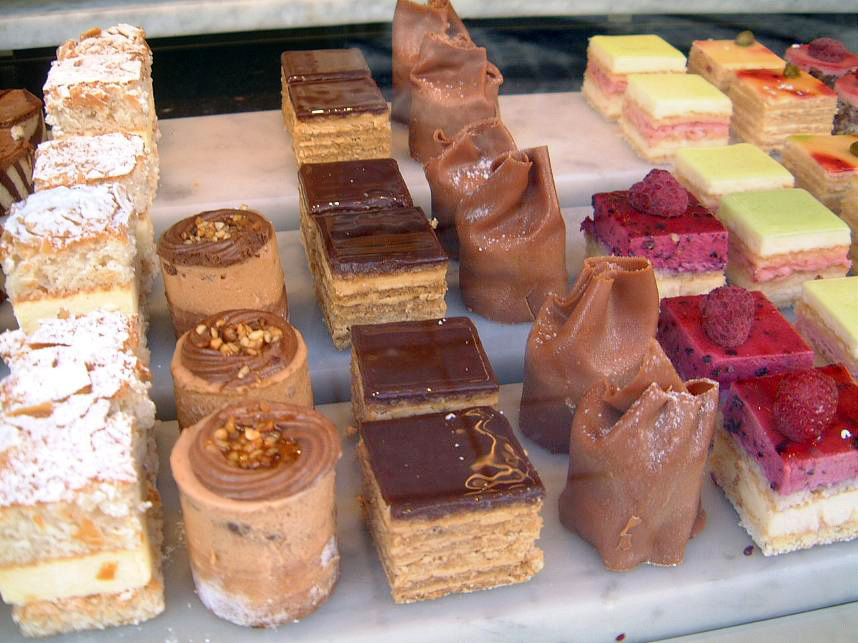
Petit Fours
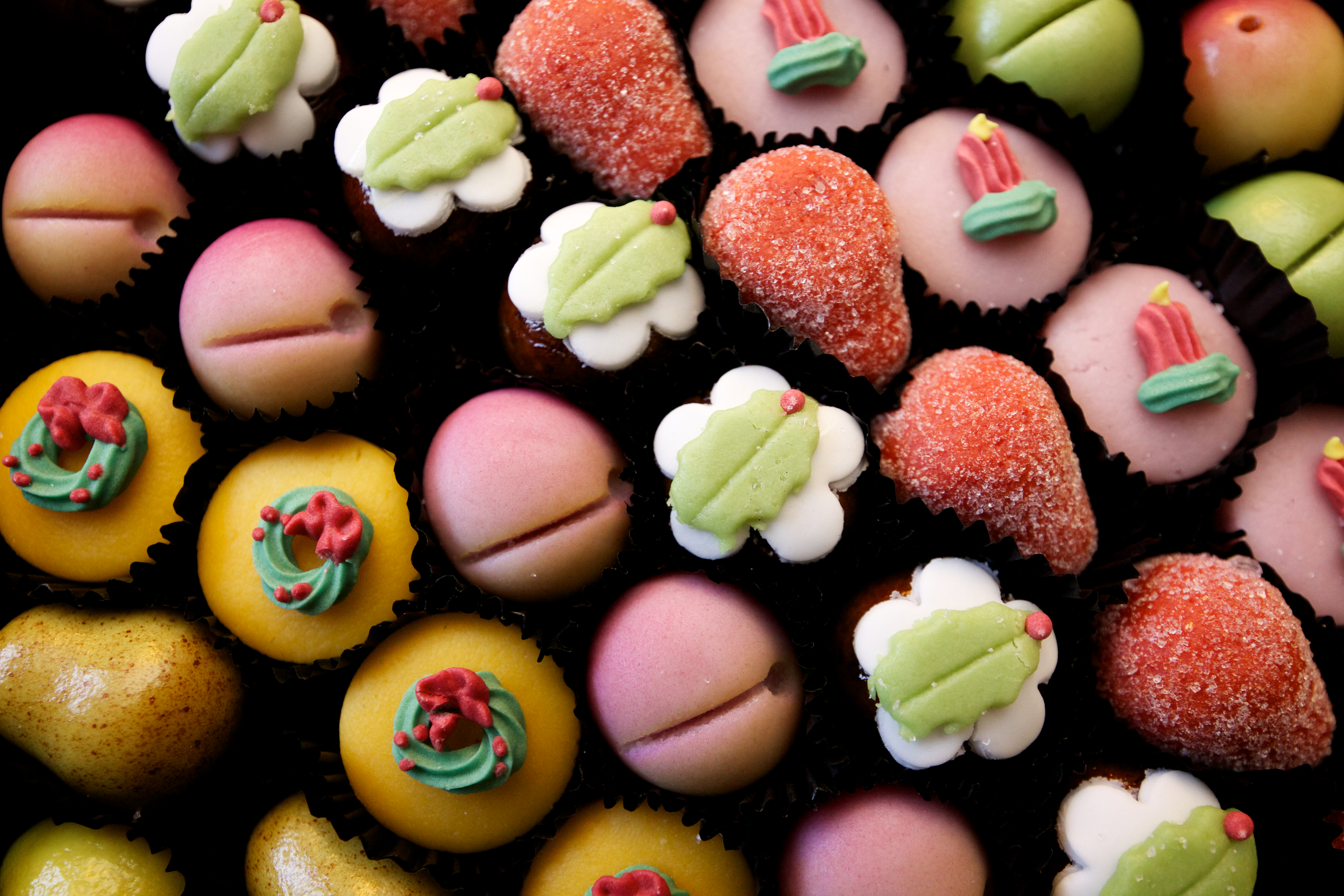
Marzipan-Konfekt
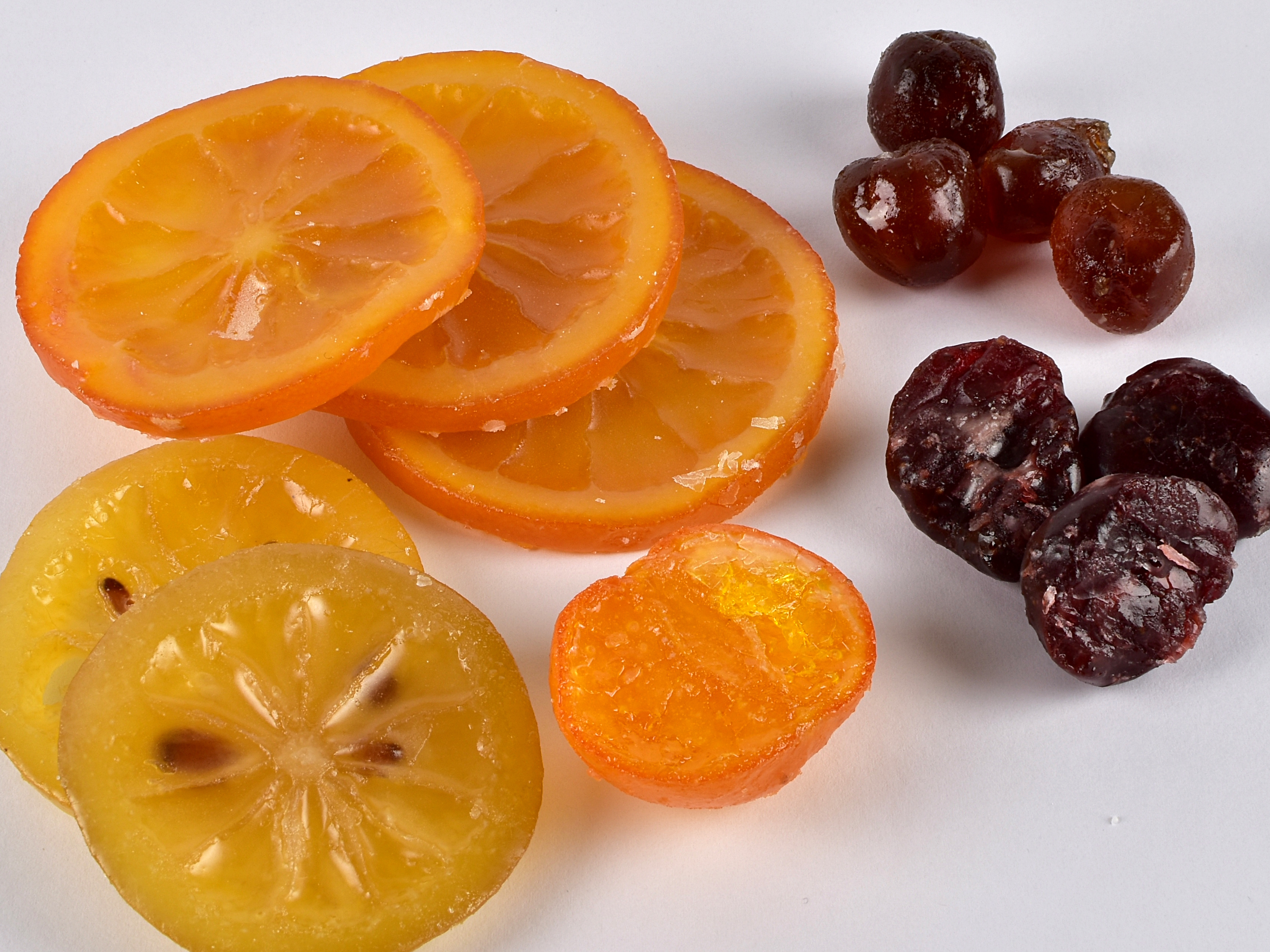
Kandierte Früchte
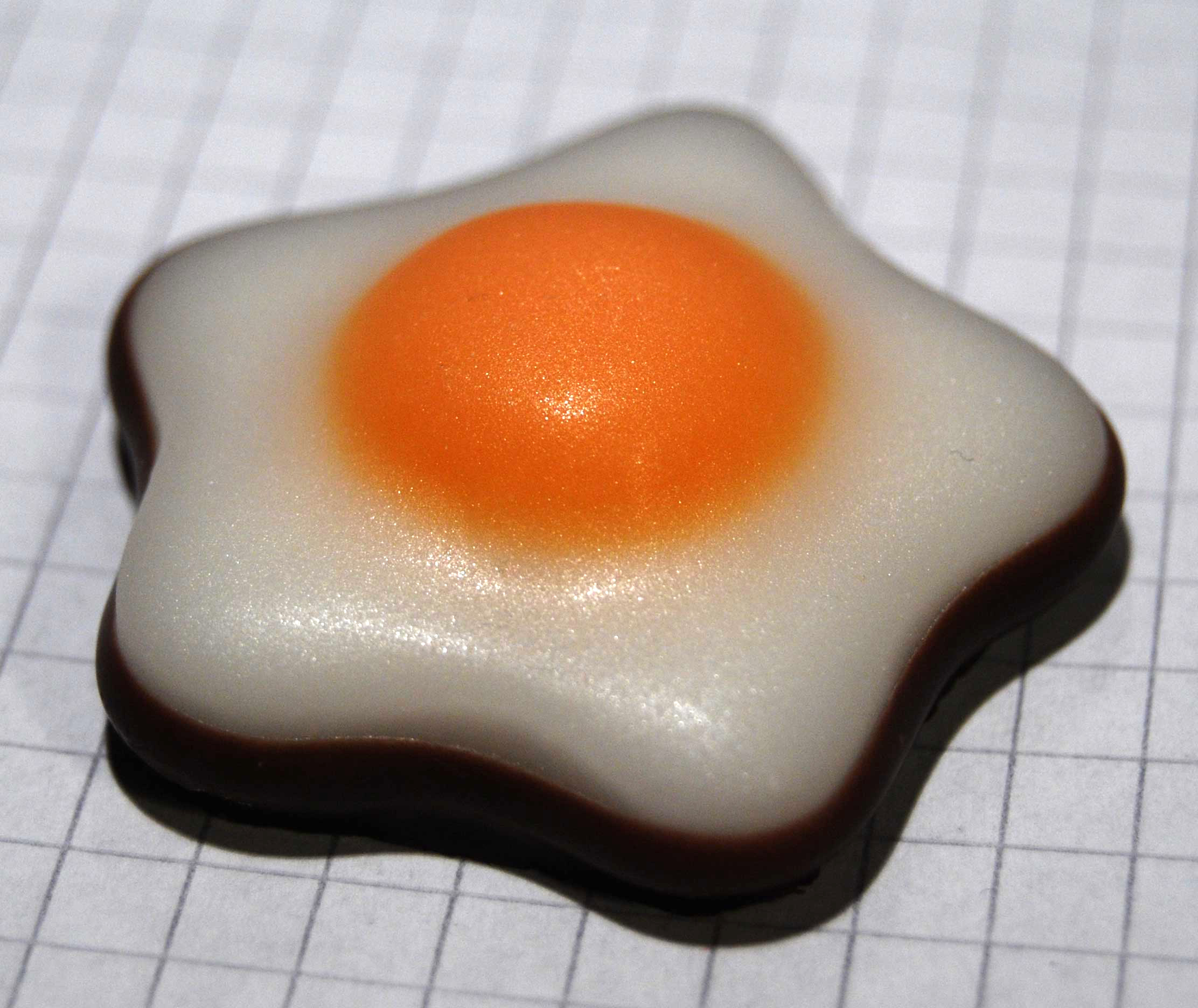
Fondant-Ei
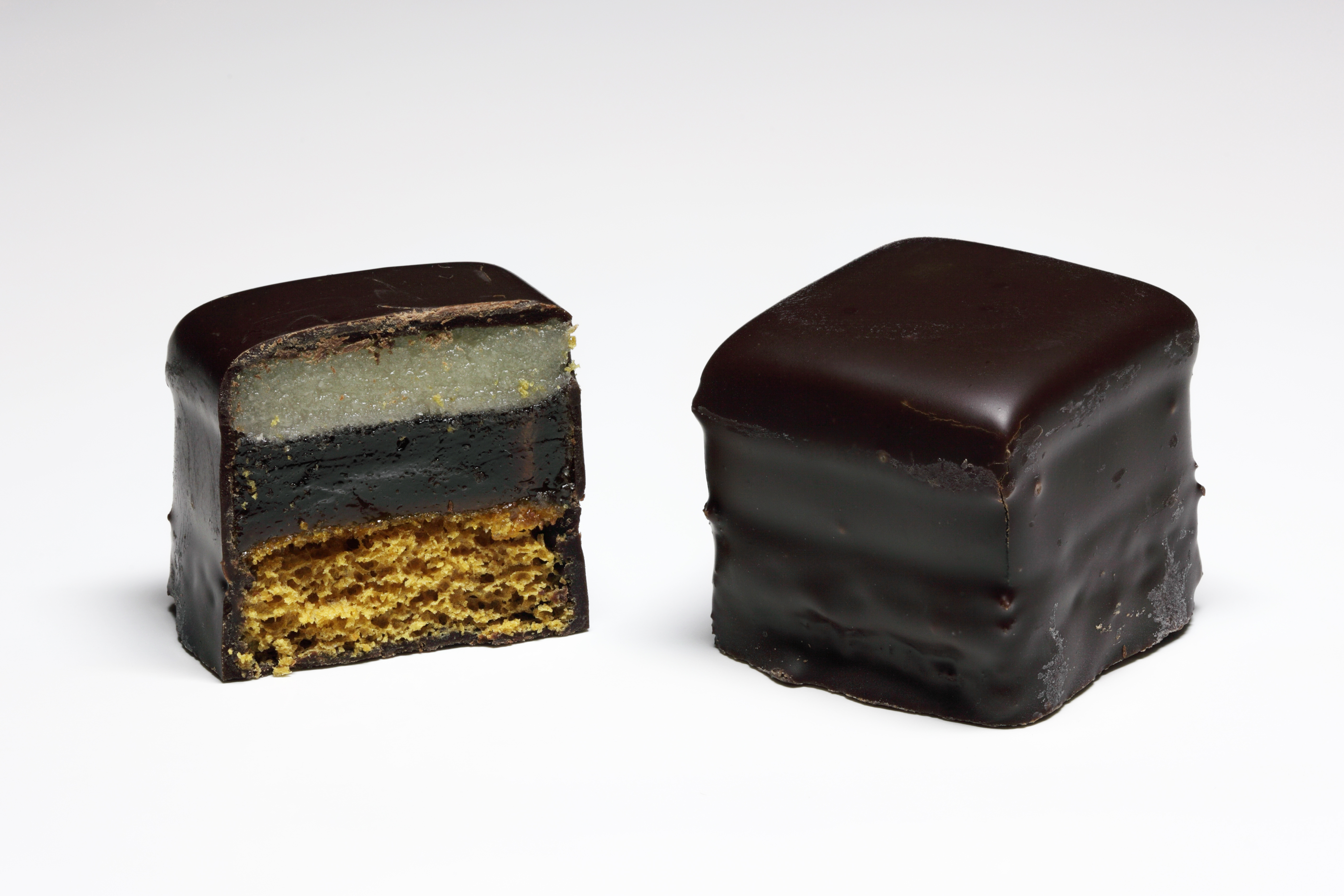
Dominostein
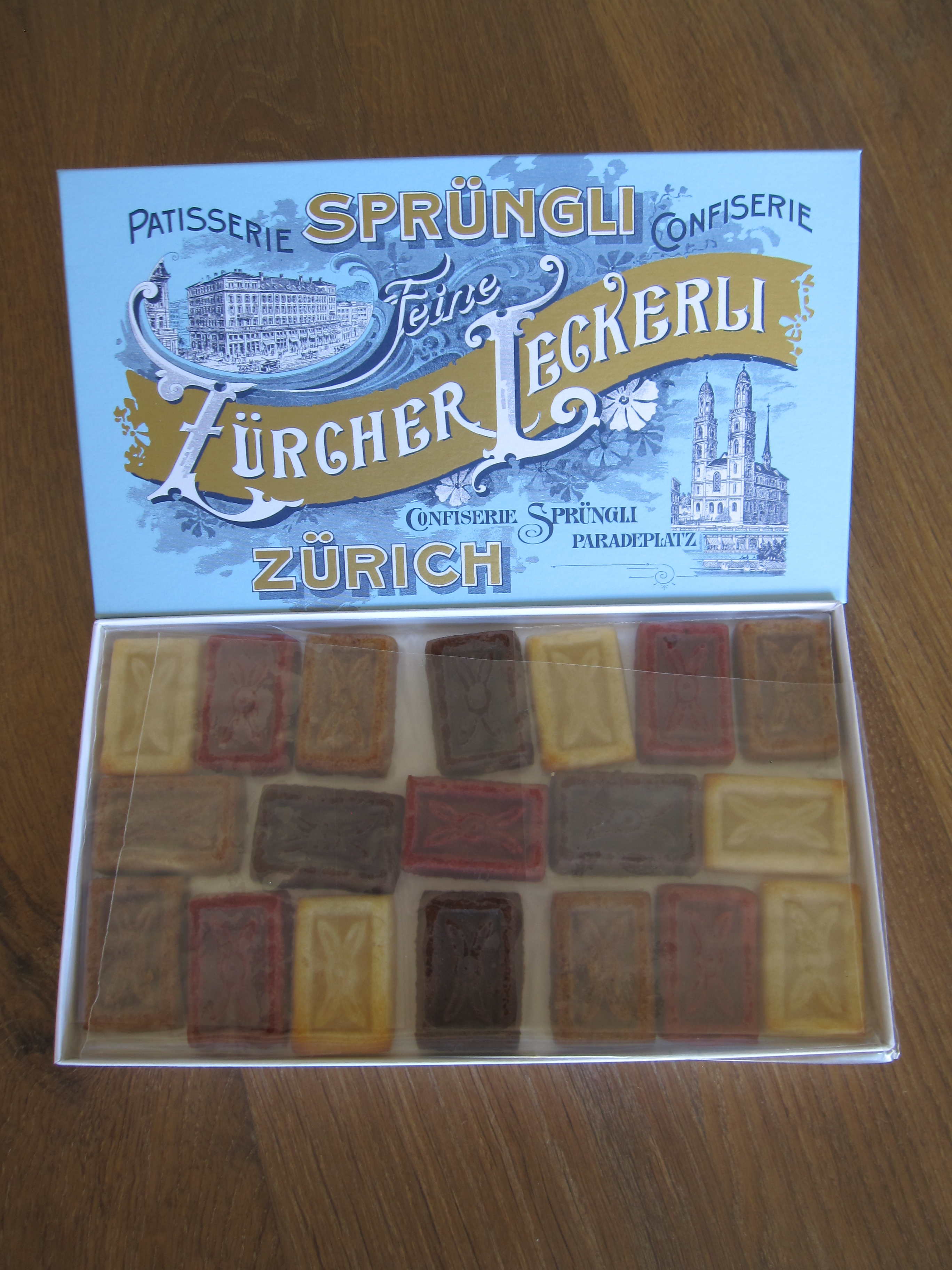
Sprüngli-Konfekt